# Grande Prêmio de Mônaco de 1987
Resultados do Grande Prêmio de Mônaco de Fórmula 1 realizado em Montecarlo, em 31 de maio de 1987. Quarta etapa da temporada, teve como vencedor o brasileiro Ayrton Senna, da Lotus-Honda.

## Resumo
- A FISA decidiu aumentar o grid de largada em seis num total de 26 carros.[3]
- Michele Alboreto sofreu um acidente espetacular ao bater na traseira do Zakspeed de Christian Danner na subida depois de "Ste Devote". A Ferrari voou pelo ar, mas felizmente pousou de volta na pista. A FISA culpou Danner pelo acidente e decidiu desclassificá-lo do fim de semana.[3]
- Foi a primeira vitória de um piloto brasileiro nas ruas de Monte Carlo.
- Este GP também foi marcado pelo banho de champagne que Ayrton Senna deu no Príncipe Rainier.
- Primeira das seis Vitórias de Senna no Circuito de Mônaco,e também, o melhor resultado de Piquet na história desse circuito, chegando novamente em 2º lugar.
- Mais uma dobradinha entre Senna e Piquet.
- Primeira vitória do carro com suspensão ativa na F-1.

## Classificação da prova
| Pos. | Nº | Piloto             | Construtor             | Voltas | Tempo/Diferença  | Grid | Pontos |
| ---- | -- | ------------------ | ---------------------- | ------ | ---------------- | ---- | ------ |
| 1    | 12 | Ayrton Senna       | Lotus-Honda            | 78     | 1:57'54"085      | 2    | 9      |
| 2    | 6  | Nelson Piquet      | Williams-Honda         | 78     | + 33"212         | 3    | 6      |
| 3    | 27 | Michele Alboreto   | Ferrari                | 78     | + 1'12"839       | 5    | 4      |
| 4    | 28 | Gerhard Berger     | Ferrari                | 77     | + 1 volta        | 8    | 3      |
| 5    | 3  | Jonathan Palmer    | Tyrrell-Ford           | 76     | + 2 voltas       | 15   | 2      |
| 6    | 16 | Ivan Capelli       | March-Ford             | 76     | + 2 voltas       | 19   | 1      |
| 7    | 9  | Martin Brundle     | Zakspeed               | 76     | + 2 voltas       | 14   |        |
| 8    | 19 | Teo Fabi           | Benetton-Ford          | 76     | + 2 voltas       | 12   |        |
| 9    | 1  | Alain Prost        | McLaren-TAG/Porsche    | 75     | Motor            | 4    |        |
| 10   | 11 | Satoru Nakajima    | Lotus-Honda            | 75     | + 3 voltas       | 17   |        |
| 11   | 25 | René Arnoux        | Ligier-Megatron        | 74     | + 4 voltas       | 22   |        |
| 12   | 26 | Piercarlo Ghinzani | Ligier-Megatron        | 74     | + 4 voltas       | 20   |        |
| 13   | 14 | Pascal Fabre       | AGS-Ford               | 71     | + 7 voltas       | 24   |        |
| Ret  | 18 | Eddie Cheever      | Arrows-Megatron        | 59     | Superaquecimento | 6    |        |
| Ret  | 17 | Derek Warwick      | Arrows-Megatron        | 58     | Câmbio           | 11   |        |
| Ret  | 2  | Stefan Johansson   | McLaren-TAG/Porsche    | 57     | Motor            | 7    |        |
| Ret  | 30 | Philippe Alliot    | Lola-Ford              | 42     | Motor            | 18   |        |
| Ret  | 7  | Riccardo Patrese   | Brabham-BMW            | 41     | Pane elétrica    | 10   |        |
| Ret  | 21 | Alex Caffi         | Osella-Alfa Romeo      | 39     | Pane elétrica    | 16   |        |
| Ret  | 8  | Andrea de Cesaris  | Brabham-BMW            | 38     | Suspensão        | 21   |        |
| Ret  | 5  | Nigel Mansell      | Williams-Honda         | 29     | Turbo            | 1    |        |
| Ret  | 24 | Alessandro Nannini | Minardi-Motori Moderni | 21     | Pane elétrica    | 13   |        |
| Ret  | 4  | Philippe Streiff   | Tyrrell-Ford           | 9      | Acidente         | 23   |        |
| Ret  | 20 | Thierry Boutsen    | Benetton-Ford          | 5      | Transmissão      | 9    |        |
| DSQ  | 10 | Christian Danner   | Zakspeed               |        | Desclassificado  |      |        |
| DNS  | 23 | Adrian Campos      | Minardi-Motori Moderni |        | [ nota 2 ]       |      |        |

## Tabela do campeonato após a corrida
| Pos. | Piloto           | Pontos |
| ---- | ---------------- | ------ |
| 1    | Alain Prost      | 18     |
| 2    | Ayrton Senna     | 15     |
| 3    | Stefan Johansson | 13     |
| 4    | Nelson Piquet    | 12     |
| 5    | Nigel Mansell    | 10     |

| Pos. | Construtor          | Pontos |
| ---- | ------------------- | ------ |
| 1    | McLaren-TAG/Porsche | 31     |
| 2    | Williams-Honda      | 22     |
| 3    | Lotus-Honda         | 18     |
| 4    | Ferrari             | 14     |
| 5    | Brabham-BMW         | 4      |

- Nota: Somente as primeiras cinco posições estão listadas. Entre 1981 e 1990 cada piloto podia computar onze resultados válidos por temporada não havendo descartes no mundial de construtores.